# St. Louis Cardinals
Los St. Louis Cardinals (en español, Cardenales de San Luis) son un equipo profesional de béisbol de los Estados Unidos con sede en San Luis (Misuri). Compiten en la División Central de la Liga Nacional (NL) de las Grandes Ligas de Béisbol (MLB) y disputan sus partidos como locales en el Busch Stadium.
Los Cardinals son uno de los equipos más laureados de la historia del béisbol estadounidense. A lo largo de su historia han ganado once Series Mundiales (cifra únicamente superada por las veintisiete de los New York Yankees), diecinueve banderines de la Liga Nacional y quince títulos de división.

## Historia

### 1920-1952: La era de Sam Breadon
A mitad de la temporada de 1926 los Cardinals compraron a Grover Cleveland Alexander, procedente de los Chicago Cubs. El equipo finalizó el año con un registro de 89 victorias y 65 derrotas que les dio su primer título de la Liga Nacional. Bob O'Farrell fue nombrado MVP de la NL. En la Serie Mundial se impusieron en siete partidos a los New York Yankees de Babe Ruth, Lou Gehrig y compañía, logrando así el primer título mundial de la historia de la franquicia.
Tras quedar subcampeones de liga en 1927, los de Misuri recuperaron el cetro de la NL en 1928. La edición de ese año de la Serie Mundial les enfrentó de nuevo a los Yankees. Sin embargo, esta vez el título cayó del lado del equipo neoyorquino por un contundente 4-0.
Dos años después, dirigidos por Gaby Street, los Cardinals se proclamaron de nuevo campeones de la Liga Nacional. En la Serie Mundial se enfrentaron a los Philadelphia Athletics de Connie Mack, quienes se impusieron por 4-2 en la eliminatoria. Al año siguiente los de Misuri se vengaron de los A's y les vencieron en siete partidos en la Serie Mundial de 1931.
Tres años después, los Cardenales eran campeones dirigidos por Frankie Fish manager-jugador. Este equipo estaba formado por Joe Medwick cuarto bate y left fielder, Johnny Mize, Ripper Collins, Jay "Dizzy" Dean considerado el mejor pitcher del planeta, ganó el premio del Jugador Más Valioso en 1934 y ganador de 30 juegos, líder en la Liga Nacional en varias veces en ganados, ponchados, innings lanzados, juegos completos. Su hermano Paul Dean ganador de 19 juegos, Ernie Ordatti, Bill Walker, Bill DeLancey, Pepper Martin, Leo Durocher como shortstop, el cual fue obtenido de los Yanquis, por haber sido acusado de haberse robado un reloj de oro de Babe Ruth. Este equipo se le conoció como la edición The Gashouse Gang. Se enfrentaría en la Serie Mundial a los Tigres de Detroit, campeones de la Liga Americana.
Dizzy Dean tiraba una impresionante recta y su curva era igualmente muy veloz. Había dicho al comenzar la temporada de 1934: "Entre mi hermano Paul y yo ganaremos 50 juegos este año. El ganó 30 y su hermano 19.
La Serie Mundial se celebró del 3 al 9 de octubre de 1934 de la siguiente forma: Juegos uno, dos, seis y siete en el Navin Field de los Tigres. Juegos Tres, cuatro y cinco en el Sportsman's Park de los Cardenales. La Serie Mundial fue ganada por los Cardenales 4 juegos a 3. Por cierto a los Cardenales se les llamó "The Gashouse Gang" en esa temporada.
En los años de la década de 1940, una era de oro emergió, dado que el sistema de sucursales de Rickey empezó a producir talento como Marty Marion, Enos Slaughter, Mort Cooper, Walker Cooper,
Stan Musial, Max Lanier, Whitey Kurowski, Red Schoendienst y Johnny Beazley. Esto fue una de las mejores noticias en la historia de la franquicia con 960 juegos ganados y 580 perdidos, teniendo el porcentaje más alto que ningún otro equipo de las Ligas Mayores con .623. Con Billy
Southworth como mánager, ganaron las Series Mundiales de 1942, 1943 y 1944 (la única Serie Mundial que solo se jugó en San Luis, contra los Carmelitas) y se ganaron 105 o más juegos en 1942, 1943 y 1944. Southworth tuvo un porcentaje ganador como mánager de .642, el más alto desde que la franquicia se unió a la Liga Nacional. Stan Musial, fue considerado el más hitero consistente en esta era y acompañó a la historia del equipo ganando tres veces el MVP y siete títulos de bateo por la Liga Nacional. Cuando San Luis ganó la Serie Mundial en 1946 en siete juegos, Breadon fue obligado a vender al equipo en 1947 pero ganó su sexta Serie Mundial y noveno título de la Liga Nacional. Continuaron siendo competitivos finalizando con .500 o más en trece de las diecisiete siguientes temporadas, esperando ganar la Liga e ir a la Serie Mundial que sucedería hasta 1964.
Los Cardenales de 1942 llegaron a la Serie Mundial como un grupo de muchachitos hambrientos de victoria y de gloria. Se les seguía llamando "The Gashouse Gang". Habían sido los campeones de la Liga Nacional dirigidos por Billy Southworth y ganaron 108 juegos en la temporada y superar al campeón de la temporada 1941, los Dodgers de Brooklyn por dos juegos. Tenían un promedio de edad de 26 años, equipo formado por el centerfield Terry Moore, el leftfielder Stan Musial, Enos Slaughter, Johnny Beazley, Marty Marion, Whitey Korowski, Max Lanier, Walker Cooper, Ernie White, Mort Cooper, Howie Pollet, Jimmy Brown, Red Schoendienst, Jhonny Beazley. Este equipo eran realmente pobres: campesinos o empleados de pequeños comercios, quienes se veían obligados a trabajar después de la temporada para poder subsistir. Este club estaba armado gracias a la creación del sistema de sucursales. Este fue uno de los equipos de la década en la historia de la franquicia con 960 juegos ganados y 580 juegos perdidos para tener el porcentaje más alto que cualquier otro equipo de la Liga Nacional con .623. Se enfrentaría a los campeones de la Liga Americana: Yanquis de Nueva York formado en ese entonces, por Joe DiMaggio, Charlie "King Kong" Keller, Tommy Henrich, Bill Dickey, Joe Gordon y Phil Rizzuto. Este equipo llegaba a la Serie Mundial por sexta vez en siete años. Eran ampliamente favoritos en ganarla.
La Serie Mundial se celebró del 30 de septiembre al 5 de octubre de 1942, de la siguiente forma: Juegos uno y dos en el Sportsman's de los Cardenales. Juegos tres, cuatro y cinco, en el Yankee Stadium de los Yanquis. Los Cardenales ganaron la Serie Mundial 4 juegos a 1. Fue la primera Serie Mundial, realizada cuando ya los Estados Unidos estaban combatiendo en la Segunda Guerra Mundial en Europa contra la Alemania Nazi y en el Pacífico contra el Imperio del Japón.
Los Campeones Mundiales de San Luis, los Cardenales, tenían en el frente de la Segunda Guerra Mundial a los outfielders Enos Slaughter y Terry Moore, al segunda base Jimmy Brown y a los lanzadores Johnny Beazley y Howie Pollet. Pero con una inyección de jóvenes de las menores, ganaron por segundo año en fila el título de la Liga Nacional, esta vez con récord de 105 juegos ganados y sacando una ventaja de 18 juegos al segundo lugar, los Rojos de Cincinnati, y dirigidos por Billy Southworth que había conseguido el Bicampeonato. Se enfrentarían en la Serie Mundial a los Yanquis de Nueva York, por segunda ocasión consecutiva y que también había sufrido sangría de estrellas por el conflicto bélico, dado que no estaban Joe DiMaggio, Phil Rizzuto, Buddy Hassett y Red Ruffing que vestían de verde olivo en vez de las rayas azules del Bronx. Y al contrario de la serie anterior, los favoritos eran los Cardenales.
Los Cardenales obtenían un nuevo título por la Liga Nacional, dirigidos una vez más por Billy Southworth en su tercera Serie Mundial El tercero en fila. La Segunda Guerra Mundial ardía en Europa y en el Pacífico, mientras los Carmelitas de San Luis, eran campeones por primera vez en la Liga Americana. Sería el único título en su historia en 51 años en San Luis. Esta franquicia había sido desde 1901 la de los Cerveceros de Milwaukee, pero después de la temporada de 1902, la mudaron a San Luis, hasta que después de la temporada de 1953 se convirtieron en los Orioles de Baltimore, equipo que actualmente juega en la Liga Americana.
Los Cardenales le habían sacado una ventaja de 14.5 juegos de ventaja al segundo lugar: los Piratas de Pittsburgh y seguían siendo dirigidos por Billy Southworth en su tercera Serie Mundial en tres ocasiones seguidas. Este equipo estaba formado por Mort Cooper quién tuvo récord de 23-7 y porcentaje de carreras limpias de 2.46 Ray Sanders quién empujó 102 carreras y el más Valioso de la Liga Nacional Marty Marion, Max Lanier, Johnny Hopp, Whitey Korowski, Emil Verban, Ken O'Dea, Blix Donnelli, Ted Wilks, Harry "El Gato" Brecheen, Stan Musial, Danny Litwhiler.
La Serie Mundial se realizó del 4 al 9 de octubre de 1944 de la siguiente forma: Todos los juegos en el Sportsman's Park de los Carmelitas, (Browns) donde también jugaban como home-club los Cardenales durante toda la temporada de la Liga Nacional. En los dos primeros juegos y en el último, los Cardenales fueron home-club y los juegos tercero, cuarto y quinto los Carmelitas. La Serie Mundial fue ganada por los Cardenales 4 juegos a 2.
Los Cardenales habían terminado la temporada con 98-59 nada más dos juegos sobre los Dodgers de Brooklyn, incluido el play-off. porque estos dos equipos habían llegado empatados al final de la campaña y decidieron celebrar el primer play-off de las Grandes Ligas a máximo de tres juegos. El club de San Luis destrozó al de Brooklyn en dos salidas. Así fueron campeones de la Liga Nacional, dirigidos por Eddie Dyer. Se enfrentarían al campeón de la Liga Americana: Los Medias Rojas de Boston.
Este equipo de San Luis, estaba formado por Stan Musial con promedio al bate de .365 en esta temporada, Harry "El Gato" Brecheen, Harry Walker, Hollie Pollet, Murry Dickson, Al Brazle, Enos Slaughter, Red Schoendienst, La efectividad del "Gato" Brecheen en la Serie Mundial quedó en 0.45 y triunfó en tres de los cuatro juegos ganados por los Cardenales.

### 1953-1989: La era de August "Gussie" Bush
En 1953, el cervecero Anheuser-Bush llev a "Gussie" Bush´como presidente del equipo de los Cardenales, después de haber dejado a los Browns (Carmelitas) que se mudaron a Baltimore para ser los Orioles, dejando a los Cardenales, como el único equipo de la ciudad. Otros acontecimientos siguieron en la década de 1960's con los cambios realizados en la oficina del Club, los cuales son considerados los más importantes en la historia de las Ligas Mayores con la llegada del Lou Brock procedente de los Cachorros de Chicago por el pitcher Ernie Broglio. El tercera base catalogado como el MVP Ken Broyer y el pitcher Bob Gibson también llegaron al equipo ese mismo año. Curt Flood, Bill White, Curt Simmons y Steve Carlton también contribuyeron en esta década. La llegada del Orlando "Peruchín" Cepeda quién ganó el MVP ayudó al equipo en la Serie Mundial. Los Cardenales ganaron la liga el siguiente año con un personal de pitcheo en porcentaje de 2.49 rompiendo todos los integrantes del personal récord en dominio del pitcheo. Posteriormente un nuevo récord muy bajo en carreras limpias de 1.12 en un juego de Serie Mundial con ponches de 17 jugadores y Bob Gibson ganó el MVP y el premio Cy Young en pitcheo ese año.
El equipo regresaría a la Serie Mundial en la década siguiente, con el mánager Whitey Herzog y su estilo de jugar, cambiaron el curso de la franquicia. En 1982 el shorstop Gary Templeton fue cambiado a los Padres de San Diego, por el también shortstop Ozzie Smith ampliamente reconocido como uno de los mejores jugadores defensivos en la historia. Smith todo el tiempo que jugó fue el primero de los shortstops en ganar los Guantes de Oro en 13 temporadas. Asistió a 15 Juegos de Estrellas, tuvo 8375 asistencias y 1590 doble plays. San Luís jugó la Serie Mundial del Medio Este contra los Cerveceros de Milwaukee en 1982. Los Cardenales ganaron la Liga en 1985 y 1987. En 1985 en la Serie Mundial se enfrentaron a un rival del mismo estado: Los Reales (Royals) de Kansas City por primera vez en un juego oficial y no de exhibición.
Habían pasado 18 años y al fin los Cardenales eran campeones de la Liga Nacional y acudirían a una Serie Mundial, siendo dirigidos por Johnny Keane. Este equipo estaba formado por Bob Gibson, Barney Schultz quién lanzaba el knuckleball considerado uno de los lanzamientos más incómodos de la época, Ken Boyer el Más Valioso de la Nacional, Ray Sadecki, el cácher Tim McCarver, Mike Shannon, el rightfielder Lou Brock el relámpago robador de bases, Bill White, Dick Groat, Curt Floot, Curt Simmons, el segunda base dominicano Julián Javier, el cubano Mike Cuéllar, Roger Craig. Se enfrentaban al campeón de la Liga Americana: Los Yanquis de Nueva York, encabezados por Roger Maris, Mickey Mantle, Elston Howard, Whitey Ford, Jim Bouton, Clete Boyer. La mayoría de las predicciones daban como ganadores a los Yanquis.
Tres años después los Cardenales se coronaban como campeones. Habían ganado su título sin inconvenientes, sacando una ventaja de 10 juegos y medio sobre el segundo lugar los Gigantes de San Francisco. El mánager Red Schoendienst glorioso jugador de los Cardenales, había armado al club con el slugger primera base de Puerto Rico, Orlando "Peruchín" Cepeda, el Más Valioso de la Liga Nacional, Curt Flood, Lou Brock el cual seguía siendo un robador de bases muy hábil, Bob Gibson su pitcher estrella, el dominicano segunda base Julián Javier, en el shortstop, Dale Maxvill, el cácher Tim McCarver, Roger Maris obtenido de los Yanquis después de la campaña de 1966, Nelson Briles, Dick Hughes, Steve Carlton, Jack Lamabe. Y en la Serie Mundial a enfrentarse al campeón de la Liga Americana: los Medias Rojas de Boston.
Nuevamente los Cardenales eran los campeones por segunda temporada consecutiva, bajo el mánager Red Schoendienst. Prácticamente era la base de la temporada anterior que inclusive habían ganado la Serie Mundial. Se enfrentarían al campeón de la Liga Americana: Los Tigres de Detroit, comandados por Denny McLain que había ganado 31 juegos con solo 6 derrotas y 1.96 de promedio en efectividad, Mike Lolich, pitcher zurdo muy efectivo, Mike Stanley, Willie Horton, Norm Cash, Al Kaline, Dick McAuliffe, fueron la base de esta Serie Mundial. Los Cardenales estaban muy confiados en que serían nuevamente los ganadores de la Serie Mundial.
Todo mundo en San Luís, consideraban y creían que ganarían la Serie Mundial. Pero el desarrollo de la misma, no fue lo esperado, dado que por primera vez en las últimas 72 horas hubo quienes pensaron que los Tigres podrían ganar la Serie Mundial. Y así fue. La ciudad de San Luís quedó maquillada de tristeza inmediatamente, cuando cayó el último out del séptimo juego, mientras que Detroit estallaba la fiesta vía al aeropuerto y esperar a sus Campeones esa misma noche.
En la década de 1970's el cácher y tercera base, Joe Torre y el primera base Keith Hernández, ganó cada uno el MVP, pero el equipo ocupó el segundo lugar con 90 ganados.
El equipo regresaría a la Serie Mundial en la década siguiente, con el mánager Whitey Herzog y su estilo de jugar, cambiaron el curso de la franquicia. En 1982 el shorstop Gary Templeton fue cambiado a los Padres de San Diego, por el también shortstop Ozzie Smith ampliamente reconocido como uno de los mejores jugadores defensivos en la historia. Llamado "El Mago de Oz", Smith todo el tiempo que jugó fue el primero de los shortstops en ganar los Guantes de Oro en las 13 temporadas. Asistió a 15 Juegos de Estrellas, tuvo 8375 asistencias y 1590 doble plays. San Luís jugó la Serie Mundial del Medio Este contra los Cerveceros de Milwaukee en 1982.
Los Cardenales regresaban después de 14 años al campeonato de la Liga Nacional, dirigidos por Whithey "La Rata Blanca" Herzog y a la Serie Mundial que no ganaban desde 1967. Se enfrentaban al campeón de la Liga Americana: Los Cerveceros de Milwaukee. Era el choque de dos poderosos equipos, el enfrentamiento del centro-oeste entre dos ciudades fabricantes de cerveza. Muchos aficionados del béisbol encontraron refrescante la Serie Mundial de 1982 porque no incluía a los Yanquis ni a los Dodgers. Este equipo estaba formado por Bob Forsch, Bruce Sutter, el dominicano Joaquín Andújar, Jim Slaton, John Stuper, Willie "El Venado" McGee, Darrell Porter, Keith Hernández, Julio González, David Green, Jim Kaat, Doug Bair, Steve Brown, Dave LaPoint, Jeff Lahti, Tommy Herr.
Habían transcurrido tres años, para que los Cardenales fueran Campeones dirigidos por Whitey "La Rata Blanca" Herzog. Esta Serie Mundial, celebrada por completo en el estado de Misuri, dado que se enfrentarían al campeón de la Liga Americana: los Reales (Royals) de Kansas City, por primera vez en partido oficiales y no de exhibición. El mánager de los Reales era Dick Howser. Los Cardenales estaban formados por John Tudor "El Hombre de Hielo", pitcher zurdo con récord de 21-8 y porcentaje de carreras limpias de 1.93, Joaquín Andújar, Ken Dayley, Bob Forsch, Todd Worrell, César Cedeño, Iván de Jesús, Tito Landrum, Vince Coleman, Willie "El Venado" McGee, Jack Clark, Terry Pendleton, Tom Nieto, Rick Horton, Bill Campbell, Danny Cox, Brian Harper, Key Dayley.
Unos imponentes Cardenales manejados por Whitey "La Rata Blanca" Herzog habían tenido un récord de 95-67 en 1987 y eran los Campeones de la Liga Nacional, después de despachar a los Gigantes de San Francisco en siete juegos y obtener el tercer título en la década de los 80's. Se enfrentaría en la Serie Mundial a los Mellizos (Twins) de Minnesota, Campeones de la Liga Americana. El equipo de los Cardenales estaba integrado por Joe Magran, Danny Cox, John Tudor, Bob Forsch, Tom Lawless, Jack Clark, Terry Pendleton, Curt Ford, Tommy Herr, José Oquerdo, Tony Peña. La mayoría de los expertos daban favoritos a los pájaros rojos, basados en la experiencia que la mayoría de ellos tenían en los juegos de postemporada, la profundidad del pitcheo, la velocidad en las bases, y el mánager Herzog considerado el mejor de ambas ligas y la cuestionable calidad de los Mellizos.

### 1990-presente: La era de Bill DeWitt
Después de "Gussie" Bush que falleció en 1989 el control cervecero del equipo, nombró a Joe Torre como mánager a finales de la década de los 1990´s cuando vendieron al equipo al grupo lidereado por William DeWitt, Jr. en 1996. Tony LaRussa reemplazó a Joe Torre en la primavera de 1996. En 1998, Mark McGwire compitió con Sammy Sosa de los Chicago Cubs el récord de jonrones en una sola temporada. Del año 2000 al 2013, los Cardinals retornaron al top con diez apariciones en los juegos de play-off, con cuatro títulos de la Liga Nacional y dos títulos de Serie Mundial, con récord de 1274 juegos ganados y 993 juegos perdidos para un porcentaje de .560 liderando en este rubro en la Liga Nacional y el segundo en las Ligas Mayores solo detrás de los New York Yankees. Con la llegada de Jim Edmonds, Albert Pujols y Scott Rolen, los Cardinals tuvieron tres bateadores importantes y defensivos llamados MV3. Pujols ganó tres veces el MVP dando hit .328 y con 445 jonrones en su carrera con los Cardinals. En el año 2004, el pitcher Chris Carpenter tuvo un porcentaje de carreras limpias de 3.09 y 15 juegos ganados, ayudado por el poder bateador del equipo siendo el mejor de las Ligas Mayores con 105 juegos ganados y el pináculo de la Liga Nacional. En el año 2006 lesiones y bajas de juego (slump de bateo) hicieron que bajaran en juegos ganados con 83, pero así ellos ganaron la Serie Mundial en cinco juegos frente a los Tigres de Detroit.
Habían pasado 17 años del último gallardete de los Cardenales y ahora como Campeones de la Liga Nacional, dirigidos por Tony LaRussa y con una fisonomía de invencibles en este octubre. Habían ganado 105 juegos en la temporada. Habían eliminado a los Dodgers de los Ángeles en cuatro juegos y posteriormente a los Astros de Houston en siete juegos. Este equipo campeón estaba integrado por: Jim Edmonds, Scott Rolen, Julián Tavárez, Larry Walker, Albert Pujols, Kiko Calero, Héctor Luna, Matt Morris, Jeff Suppan, Jason Marquis, Edgar Rentería, Roger Cedeño. Y se enfrentarían al campeón de la Liga Americana: Los Medias Rojas de Boston que tenían 86 años que no ganaban una Serie Mundial y que habían llegado a la postemporada como wild card (comodín) con 98 victorias. Pero les ganaron a los Angelinos de Anaheim la serie divisional en tres juegos y en siete a los Yanquis de Nueva York.
Solamente pasaron dos temporadas para que los Cardinals fueran campeones una vez más. Después de haber sido barridos por los Boston Red Sox en la Serie Mundial de 2004, los Cardinals estaban de pie. Y se menciona esto porque hubo frecuentes lesiones de elementos claves y una inconsistencia en el bateo del equipo. Aun con todas estas adversidades, se coronaron campeones de la Liga Nacional y ganaron la Serie Mundial al apalear a Detroit Tigers en cinco juegos y teniendo el equipo, el récord más bajo de victorias con 83 en la historia de las Ligas Mayores para ser ganador de la Serie Mundial.
La Serie Mundial de 2006 fue ganada por los St. Louis Cardinals frente a Detroit Tigers cuatro juegos a uno.
En el año 2009, los Cardinals llegaron a 10 mil victorias. St. Louis regresaría a los playoffs en el año 2011 remontando un déficit ganador dado que después de 130 juegos estaba a 10.5 detrás de los Atlanta Braves y al terminar la campaña competir por el wild card. En la Serie Mundial en el juego número tres, Pujols se convirtió en el tercer jugador en dar tres jonrones en la Serie Mundial, detrás de Babe Ruth que lo hizo en dos ocasiones y de Reggie Jackson, ambos con la franela de los New York Yankees. En el sexto juego, David Freese y el outfielder Lance Berkman empataron el score con el strike final a favor de los Cardinals siendo esta la primera ocasión que esto ocurría en la historia de las Ligas Mayores, y St. Louis derrotó a los Texas Rangers más tarde con una anotación por base por bolas de Freese. Después de ganar la Serie Mundial Tony La Russa se retiró, siendo el único mánager que lo hace ganando un título. Finalizó como el mánager más ganador en la historia de la franquicia con 1408 juegos. El sucesor de La Russa fue Mike Matheny, que ayudó a extender a St. Louís en la carrera a los playoff, siendo el primer mánager en la división que guía a la franquicia de los Cardinals en sus primeras dos temporadas.
St. Louís regresaba a los play-offs en este año, posterior a 5 temporadas, en donde ganó la serie de comodín (wild-card) a los Atlanta Braves. Así los Cardinals fueron campeones de la Liga Nacional y se enfrentarían al campeón de la Liga Americana, los Texas Rangers, que al fin obtenían el título.
En el juego número tres de la Serie Mundial, el dominicano Albert Pujols fue el tercer jugador en dar tres jonrones en un juego de la Serie Mundial. Y en el juego número seis, el tercera base David Freese y el outfielder Lance Berkman empató cada uno el marcador con un strike final, la primera vez que esto sucede en un juego en la historia de las Ligas Mayores. Y St. Louis derrotó a los Texas Rangers más tarde en ese juego, con una jonrón de campo de Freese. Ellos ganaron la Serie Mundial en el séptimo juego dominando a los Rangers 6 a 2, la última entrada estuvo a cargo del pitcher Jason Motte, pero fue Craig quien se dio la honra de tener el último out. Tony LaRussa se retiró tres días después de haber terminado la Serie Mundial, al cargo de mánager, siendo el único en retirarse con un título y el mánager más ganador en la historia de la franquicia con 1408 juegos. La Serie Mundial fue ganada por los Cardenales cuatro juegos a tres a los Rangers de Texas.
Los Cardinals obtenían en tres años, otro campeonato de la Liga Nacional, siendo dirigidos por Mike Matheny. Habían ganado 97 juegos en la temporada siendo el mejor en la Liga Nacional y se enfrentaban al campeón de la Liga Americana: Boston Red Sox que también habían ganado 97 juegos. El equipo de los Cardinals habían sufrido la partida de Albert Pujols quién firmó con Los Angeles Angels of Anaheim, pero tenían entre sus filas a Carlos Beltrán, Rafael Furcal, Skip Schumaker y a Yadier Molina, que le daban potencia de bateo al equipo. El ganador de la Serie Mundial: Cuatro juegos a dos a favor de los Boston Red Sox.
En el 2014, los Cardinals extendieron su racha de playoffs para el campeonato de la Liga Nacional a 4 ocasiones con la victoria de 3 juegos a uno contra Los Angeles Dodgers, en el playoff divisional. Pero diez días después de haber sido eliminado en la postemporada por los San Francisco Giants, posterior ganador de la Serie Mundial, el jugador de cuadro novato Oscar Taveras se mató en un accidente de automóvil cuando viajaba a su hogar en Puerto Plata, República Dominicana. El 17 de noviembre. adquirieron de los Atlanta Braves al jardinero derecho Jason Heyward (ganador del Guante de Oro en esta temporada) como reemplazo de Taveras. El 16 de junio del 2015, el FBI y el Departamento de Justicia iniciaron unas investigaciones por posible hacking a Houston Astros. Se desconoce si el hackeo fue realizado por un grupo de ejecutivos o de la oficina de los Cardinals.
El 10 de octubre del 2015, John Lackey superó en duelo de pitcheo a su antiguo compañero Jon Lester al permitir solo dos hits hasta el octavo episodio y los St. Louis Cardinals blanquearon 4-0 a los Chicago Cubs, en el primer juego de la serie divisional de playoffs de la Liga Nacional.
Los novatos Tommy Pham y Stephen Piscotty, aportaron sendos jonrones en las postrimerías del juego, por St. Louis. Mezclados entre los 47,830 espectadores, la segunda mayor asistencia registrada en los 10 años de historia del Busch Stadium, había miles de seguidores de los Cubs para presenciar el primer duelo de postemporada entre los dos viejos rivales.
El segundo juego de la serie a un máximo de cinco se realizará está tarde. Los Cardinals enviarán a la lomita, al zurdo mexicano Jaime García (10-6), quién cumplió solo 20 aperturas luego de someterse a una riesgos cirugía en la caja torácica. Kyle Hendricks (8-7) debutará en la postemporada por los Cubs, que consiguieron el boleto de comodín a los playoffs.
Matt Holliday bateó un sencillo productor en el primer acto para que St. Louis tomará la ventaja después de apenas tres turnos al bate. El emergente Pham disparó un vuelacerca ante Lester y Piscotty conectó un garrotazo de dos vueltas frente al dominicano Pedro Strop en la octava entrada.
Sin sacar la pelota del cuadro y ayudados con un par de errores, los Cubs fabricaron tres anotaciones y el cubano Jorge Soler quién jugó su primer partido de postemporada coronó el ataque con cuadrangular de dos rayitas en el segundo episodio que encaminó a la novena de Chicago al triunfo de 6-3 sobre los St. Louis Cardinals para emparejar la Serie Divisional de la Liga Nacional.
Los Cardinals campeones de la División Central y que suelen mostrar temple en los Play Offs, cometieron dos errores y los Cubs anotaron sus primeras tres carreras en el segundo inning.
St. Louis ganaba 1-0, pero en la parte alta del segundo rollo, un mal tiro del segunda base Wong. permitió que el corredor Austin Jackson anclara en la intermedia con un out, tras estafarse la antesala, el zurdo mexicano Jaime García obsequió pasaporte a Miguel Montero.
El pitcher de los Cubs, Kyle Hendricks tomó turno y tocó la pelota, el propio García atrapó pero dudó a donde tirar y cuando se decidió lo hizo mal al primer cojín y no solo permitió la carrera del empate, sino que dejó hombres en la segunda y tercera colchoneta.
Addison Russell volvió a tocar la bola y ahora Jaime si logró tirar a la inicial pera el segundo out, pero los Cubs tomaron la ventaja 2-1. Un machucón por las paradas cortas de Dexter Fowler, mientras Hendricks anotaba. El cubano Soler había pegado doblete en su primer turno y ahora volvió a hacer de las suyas con cuadrangular por todo el prado de en medio para poner las cosas 5-1. García solo se pudo sostener dos entradas en las cuales recibió 5 anotaciones y fue retirado de la lomita por un malestar digestivo después del segundo capítulo.
El mánager de los Cubs Joe Maddon acertó en todos sus movimientos, una noche después de que los Cubs cayeron por 4-0 en el primer duelo. Ahora la Serie se muda al Wrigley Field para el tercer juego que se jugará el lunes. Jake Arrieta, ganador de 22 encuentros con los Cubs en la temporada, se enfrentará a Michael Wacha.
Chicago. Los jóvenes artilleros de los Cubs están a gusto en los playoffs. En una inusual mala apertura de Jake Arrieta, el pelotón de novatos de Chicago dejó al equipo a un triunfo de la serie del campeonato de la Liga Nacional, al derrotar anoche 8-6 a St. Louis Cardinals. Kris Bryant y Jorge Soler sacudieron sendos jonrones de dos carreras, parte de una descarga de seis bambinazos de los Cubs. Kyle Schawarber fue otro novel cañonero que la botó. Anthony Rizzo, Starlin Castro y Dexter Fowler también la desaparecieron por Chicago que quedó al frente 2-1 en la serie al mejor de cinco partidos. La mayor cantidad de vuelacercas de los Cubs era de cinco en el primer duelo de la serie por el campeonato de la Liga Nacional de 1984 contra San Diego Padres.
Chicago se llevó el triunfo pese a una mala salida de Arrieta, quien recetó nueve ponches antes de salir en el sexto inning. El bullpen se encargó del resto en el primer juego de postemporada en Wrigley Field en siete años. Una tercera victoria en fla para Chicago esta tarde y el equipo accederá a su primera serie de campeonato del Viejo Circuito en 12 años. Jason Heyward y Stephen Piscotty jonronearon por St. Louis, en tanto que Jhonny Peralta añadió un doble productor. Pero los Cardinals fueron incapaces de amortiguar los bates de Chicago.
Los Cardinals perdían 8-4 antes que Piscotty disparase un jonrón de dos carreras en el noveno, un susto para unos fanáticos de los Cubs acostumbrados a dolorosos descalabros. Sin embargo, el venezolano Héctor Rondón retiró a Matt Holliday con un rodado inofensivo por segunda, dando rienda suelta a la fiesta. Schwarber, Castro y Bryant jonronearon contra Michael Wacha en su primera presentación de playoffs desde que hizo el último pitcheo de la postemporada de 2014 de los Cardinals, que terminó con un cuadrangular de tres anotaciones para Travis Ishikawa en la serie de campeonato contra los Giants. El batazo de Bryant puso la pizarra 4-2 con un out en el quinto y Wacha fue relevada por Kevin Siegrist. Pero Rizzo procedió a sacarla también, un estacazo enorme que fue su primer hit de los playoffs. Los Cardinals, que lideraron las Ligas Mayores con 100 triunfos esta campa{a, han ganado una serie de postemporada en cada uno de los últimos cuatro años.
Chicago. El guardabosques Kyle Schwarber, el primera base Anthony Rizzo y el parador en corto puertorriqueño Javier Báez pegaron sendos jonrones para llevar a Chicago Cubs a la serie por el título de la liga, luego de derrotar 6-4 a St. Louis Cardinals. La victoria de los Cubs se disputaba al mejor de cinco con números de 3-1 a su favor, y les da el derecho de jugar la serie por la Liga. En su camino a la serie de Liga los Cubs vencieron a Pittsburgh Pirates en el juego de comodines y a los Cardinals, ganadores de 100 juegos en temporada regular. St. Louis dio un paso atrás. Había llegado a la Serie del Campeonato en los últimos cuatro años.
El equipo de Chicago hará su primer viaje a la Serie de Liga por primera vez desde el 2003, cuando vencieron a Atlanta Braves en la serie de División, pero después fueron superados en siete juegos por Miami Marlins que serían campeones y ganadores de la Serie Mundial de ese año. Los Cubs esperan a su rival, que saldrá de la serie que juegan New York Mets contra Los Angeles Dodgers, y que lidera 2-1 la novena neoyorquina. Ambas novenas juegan esta noche, y en caso de que los Mets derroten a los Dodgers, pasarían a la serie por la Liga contra los Cubs. Para los Cubs es la primera vez en su historia que ganan una serie de fase final en su campo del "Wrigley Field".
Solamente una vez, cuando lograron su título de Serie Mundial en 1908, los Cubs habían ganado una serie en postemporada como locales. El triunfo de los Cubs esta noche encontró camino a través del poder de su batería teniendo a Schwrber (3), Rizzo (2) y Báez (1) como principales representantes del ataque. Para Baéz fue su primer vuelacerca en lo que va de la postemporada, pero se convirtió en el verdugo de los Cardinals al remolcar tres de las seis carreras de los Cubs.
Báez hizo tres presentaciones ante el lanzador y en dos ocasiones hizo contacto con la bola, incluyendo su batazo de cuatro esquinas, remolcó tres carreras, sus primeras tres en la fase final, y llegó una vez a la registradora. Al concluir el partido el boricua dejó en .800 su promedio con el tolete en la fase final.
Héctor Rondón, que deja en 6.00 su promedio de efectividad sacó los tres outs del partido, aceptó un imparable y ponchó a dos enemigos para preservar con sus disparos el título de los Cubs. Pochó a Stepjen Piscotty con un lanzamiento que pegó en el suelo. El receptor venezolano Miguel Montero tomó la pelota y tocó a Piscotty para que concluyera el encuentro. Los peloteros de Chicago salieron de la cueva para dar rienda suelta a la celebración.

## Rivalidades

### Chicago Cubs
Los Cardinals y los Cubs tienen rivalidad relacionadas con sus juegos. Esta rivalidad es también conocida como Dou¿wstate Illinois rivlary o la I-55 Series (en un inicio Route 66 Series) porque ambas ciudades están localizadas entre la Interstate 55. (que la ha hecho tan famosa en Estados Unidos como la ruta 66). Los Cubs liderean la serie 1104-1065 hasta 14 de junio de 2013, mientras que los Cardinals liderean en la Liga Nacional con 19 banderines contra 16 de los Cubs. Los Cubs tienen ganados 10 de estos banderines de las Ligas Mayores en la Era Moderna(1901-al presente), mientras que los 19 banderines de los Cardinals han sido ganados desde 1901. Los Cardinales tienen también mayo asistencia a las Serie Mundiales, donde han ganado once campeonatos y los Cubs tres. Los Cardinals tienen también ventaja sobre sus rivales los Cubs en la posición en el standing durante la campaña regular, desde la última participación de los Cubs en la Serie Mundial de 1945: en 66 temporadas de 1946 hasta el 2013, los Cardinals han finalizado arriba de los Cubs 51 veces. En ese mismo tiempo, los Cardinals tienen 47 temporadas que han finalizado con porcentaje ganador por encima de .500, mientras que los Cubs han finalizado con esa marca en 19 ocasiones, dos de ellas seguidas en .500 Los juegos entre los Cardionals y los Cubs tiene mucho público tanto en el Busch Stadium de St. Louis como en el Wrigley Field de Chicago. Cuando la Liga Nacional amplió de dos a tres divisiones, los Cardinals y los Cbus permanecieron juntos. Esto ha agregado excitación a varias carreras por el banderín a través de los años.

### Kansas City Royals
Ambos equipos juegan en el estado de Misuri, y ellos nunca habían jugada hasta la primera vez que fue en la Serie Mundial de 1985, donde los Royals ganaron en siete juegos, pero es mejor recordada por la controversial decisión del ampayer Don Denkinger en el juego seis, jugado que todavía es recordada por los aficionados de los Cardinals. Debido a su proximidad geográfica, los equipos se ven las caras en los juegos programados de interligas desde que se iniciaron en 1997. Esto es también referido como "Show Me Series" (Muestrame la Serie) o la "I-70 Series", como ambas ciudades son de Missouri y están comunicadas por la Interstate 70. Los dos equipos están celebrando su 30° aniversario de rivalidad en 2015.

## Símbolos

### Logos
Los Cardenales han tenido pocos logos a través de su historia, aunque estos logos tienden a envolver tiempo pasado. El primer logo asociado con los Cardenales fue un "SL" que apareció en las gorras y camisolas a principios de 1900. Ellos usaban uniformes con el nombre de "St. Louis" de color blanco en casa y gris en gira y ambos tenían vivos rojo cardenal. En 1920, la "SL" grande desapareció del uniforme y por los siguientes 20 años el equipo mantuvo las gorras que eran de color blanco con mezcla de rojo opaco y rojo brillante.
El original logo de "Pájaros sobre el bate", apareció por primera vez en el año de 1922. Ese año los Cardinals mostraron uniformes en donde por primera vez se veían dos cardenales sobre un bate de béisbol con el nombre de "Cardinals" con la letra "C" de la palabra enganchada sobre el bate. El concepto de los pájaros se originó después que el gerente general Branch Rickey, vio un archivero de cartas con pájaros cardenales pintados en una mesa de una iglesia Presbiteriana en Ferguson, Missouri, según lo comentó después. Esta trabajo había sido producido por una mujer llamada Allie May Schmidt. El padre de ella, un diseñador gráfico, ayudó a Ricky a hacer un logo familiar en los uniformes de los Cardinals. Coloquialmente conocidos como los "pájaros en el bate". Estos inicialmente aparecieron en un bate negro y con la palabra "Cardenles" pintadas. Una versión alternativa de este logo con "St. Louis" reemplazando "Cardinals" apareció en 1930 y fue el logo primario en 1931 y 1932 antes que "Cardenals" retornara. En 1940, el ahora familiar "StL" como logo, fue introducido en las gorras del uniforme. Las letras entrelazadas "StL" sufrió varias modificaciones a través de los años y apareció en las gorras desde ese tiempo. La primera aparición de "STL" en 1940, coincidió con la introducción del color azul marino en el uniforme. De 1940 a 1955, el equipo tuvo gorras de color azul marino con vivos rojos y las letras entrelazadas "StL" de color rojo, mientras los jerseys presentaban ambos cardenales rojos y con vivos azul marino. En 1951, el logo de los "pájaros en el bate" fue cambiado a un bate amarillo.
El logo actual de los "pájaros en el bate" fue introducido en el año de 1998. En 1956, los Cardnals cambiaron sus gorras a un color azul intenso con "StL" en rojo, quitando el rojo brillante. También y solo por esa temporada, los Cardenales tuvieron letra Scrip "Cardinales" en sus uniformes quitando los "pájaros en el bate". Otra versión del logo de "los pájaros en el bate", apareció en 1957 con la palabra "Cardenals" escrita en letra cursiva en el bate. En 1962, los Cardinals fue el primer equipo de la Liga Nacional, en colocar los nombres de los jugadores en la espalda de los jerseys. En 1964, mientras regresaban al color azul de sus gorras para los juegos de gira, los Cardinals cambiaron sus gorras de casa al color rojo completo con unas letras entrelazadas "StL" en blanco. Al año siguiente, cambiaron sus gorras de gira al color rojo. En 1967, los pájaros en el bate fue el emblema de otro jersey, haciendo que los pájaros fueran más realistas y cambiaron la posición de ellos en el bate, que es la versión que permanece de todos los uniformes de los Cardinals desde 1997.
En 1971, siguiendo los cambios del béisbol, los Cardinals reemplazaron la tradicional franela con los botones al frente así como los pants, con nuevos jerseys y pants elásticos. Otro cambio en los Cardinals fueron los uniformes de gira que del color gris pasaron al azul claro desde 1976-1984. En 1992, los Cardinals regresaron al tradicional uniforme de botones y pants con vivos. Ese mismo años, también se iniciaron cambios siendo la gorra completamente azul marino con "StL" en color rojo en la gorra de gira, mientras que solo mostraba el mismo color rojo y blanco en los juegos de casa. En 1998, los "pájaros en el bate" fueron colocados arriba por primera vez en treinta años con más detalles en los pájaros y en las letras bordadas. Ese año, St Louis introdujo en la gorra un solo pájaro cardenal arriba del bate, solo en los juegos de casa celebrados en domingo. Los nuevos pájaros sobre el bate, fueron su diseño modificado otra vez al año siguiente, con vivos de color amarillo y ojos blancos, reemplazando los vivos rojos y los ojos amarillos de la versión de 1998. Los números del uniforme también regresaron al frente del jersey en 1999 después de dos años de ausencia.
El 16 de noviembre del 2012, los Cardinals mostraron un nuevo uniforme el cual solo se usa en los juegos de casa cuando se celebran en domingo, iniciando en la temporada 2013. El jersey modificado, de color crema con vivos rojos en los lados y hacia abajo por el frente, siendo la primera vez desde 1932 en el cual "St. Louis" pudo ser usado por "Cardinals" y regresaron los "pájaros en el bate". La temporada 2013 también mostró que el equipo adoptó sus gorras rojas y su principal uniforme con otro rojo. A través de los años, los Cardinals han tenidos varios logos que se han mercantilizado, que han modificado a los Cardinals, con un movimiento de pitcheo, abanicando un bate de béisbol o con una gorra beisbolera que nunca forma parte del uniforme de juego.

## Jugadores

### Números retirados

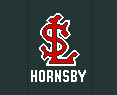
Rogers Hornsby (2B y mánager). Honorado en 1997.
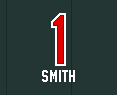
Ozzie Smith (SS). Retirado en 1996.
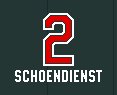
Red Schoendienst (2B), mánager. Retirado en 1996.
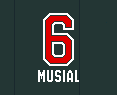
Stan Musial (OF, 1B y GM). Retirado en 1963.
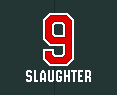
Enos Slaughter (RF). Retirado en 1996.
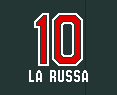
Tony La Russa (mánager). Retirado en 2012.
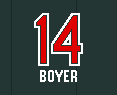
Ken Boyer (3B), mánager. Retirado en 1984.
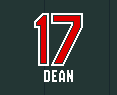
Dizzy Dean (P). Retirado en 1974.
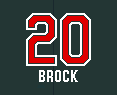
Lou Brock (LF y entrenador). Retirado en 1979.
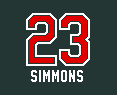
Ted Simmons (C). Retirado en 2021
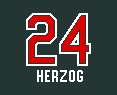
Whitey Herzog (Mánager). Retirado en 2010
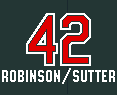
Jackie Robinson (2B). Retirado de toda la MLB el 15 de abril de 1997; y Bruce Sutter (P). Retirado en 2006.
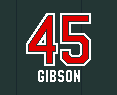
Bob Gibson (P, entrenador). Retirado en 1975.
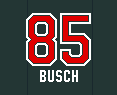
Gussie Busch (dueño del equipo). Retirado en 1984.
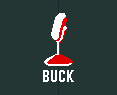
Jack Buck (Comentarista). Honorado en 2002.

### Miembros del Salón de la Fama del Béisbol
| - Grover Cleveland Alexander - Walter Alston - Jake Beckley - Yadier Molina - Jim Bottomley - Roger Bresnahan - Lou Brock - Mordecai Brown - Jesse Burkett - Steve Carlton - Chris Carpenter - Orlando Cepeda - Roger Connor - Dizzy Dean - Leo Durocher - Dennis Eckersley - Frankie Frisch - Pud Galvin - Bob Gibson - Burleigh Grimes - Chick Hafey - Jesse Haines - Rogers Hornsby | - Miller Huggins - Jim Kaat - Tony La Russa - Rabbit Maranville - John McGraw - Joe Medwick - Minnie Miñoso - Johnny Mize - Stan Musial - Kid Nichols - Branch Rickey - Wilbert Robinson - Scott Rolen - Red Schoendienst - Ted Simmons - Enos Slaughter - Ozzie Smith - Dazzy Vance - Bobby Wallace - Hoyt Wilhelm - Vic Willis - Cy Young |

## Palmarés
- Serie Mundial (11): 1926, 1931, 1934, 1942, 1944, 1946, 1964, 1967, 1982, 2006 y 2011.
- Subcampeón Serie Mundial (8): 1928, 1930, 1943, 1968, 1985, 1987, 2004 y 2013.
- World's Championship Series (1): 1886.
- Banderines de la Liga Nacional (19): 1926, 1928, 1930, 1931, 1934, 1942, 1943, 1944, 1946, 1964, 1967, 1968, 1982, 1985, 1987, 2004, 2006, 2011, 2013.
- Banderines de la American Association (4): 1885, 1886, 1887, 1888
- División Central NL (12): 1996, 2000, 2002, 2004, 2005, 2006, 2009, 2013, 2014, 2015, 2019, 2022.
- División Este NL (3): 1982, 1985, 1987.